# Koen Geens
Koenraad Frans Julia (Koen) Geens (Merksem, 22 januari 1958) is een Belgisch politicus voor CD&V, advocaat en emeritus hoogleraar aan de Katholieke Universiteit Leuven.

## Biografie
Geens studeerde eerst twee jaar rechten aan de UFSIA en vatte zijn studies vervolgens aan aan de Katholieke Universiteit Leuven, waar hij in 1980 met grootste onderscheiding zijn licentiaatsdiploma behaalde. Aan de Harvard University haalde hij nadien nog een bijkomende Master of Laws (1981). Daaropvolgend ging Koen Geens aan de slag als NFWO-aspirant (1981-1985) en vervolgens als assistent (1985-1986) aan de KU Leuven. Zijn doctoraal proefschrift uit 1986 over "Het vrij beroep" werd bekroond met de tweejaarlijkse staatsprijs van de Vlaamse Gemeenschap voor Recht en Economie (1987) en met de vijfjaarlijkse prijs Baron Emile Van Dievoet (1989).
In 1986 werd Geens docent aan de rechts- en economiefaculteit van de Katholieke Universiteit Leuven. In 1992 werd hij hoogleraar, in 1993 gewoon hoogleraar. Hij nam samen met zijn mentor, Jan Ronse, de leiding van de Leuvense school voor Vennootschapsrecht, waarvan Geens van 1986 tot 2019 directeur was. In 1989, na het overlijden van Jan Ronse, werd de school omgedoopt tot het 'Jan Ronse Instituut voor Vennootschapsrecht'. Daarnaast was Geens van 1990 tot 1993 academisch secretaris van de Rechtsfaculteit van de KU Leuven en van 2009 tot 2013 voorzitter van de Afdeling Economisch Recht en van 2010 tot 2013 voorzitter van de beoordelingscommissie en de evaluatiecommissie van de Faculteit Rechtsgeleerdheid van de universiteit.
Geens was in 1994 medeoprichter van het advocatenkantoor Dieux Geens, later Dieux Geens Cornelis, dat nog later de naam Eubelius kreeg, waar Geens tot 2013 leidinggevende bleef. Eubelius, een van de eerste advocatenkantoren met een fantasiebenaming, groeide uit tot een van de grootste onafhankelijke advocatenkantoren van België. Om de combinatie met de advocatenpraktijk mogelijk te maken, vroeg en verkreeg Koen Geens in 1994 het statuut van buitengewoon hoogleraar. Hij bleef niettemin zijn volledige leeropdracht behouden en nam het beleid van de faculteit mee op zich als voorzitter van de onderwijscommissie, een functie die hij uitoefende van 1995 tot 1998 en opnieuw van 2001 tot 2012. Ook zette hij zijn wetenschappelijke activiteit en de begeleiding van jonge wetenschappers voort en werd hij van 1993 tot 2004 promotor van de succesvolle VAO, later MaNaMa Vennootschapsrecht aan de KU Brussel.
In 2001–2002 schreef Geens de statuten van de Associatie KU Leuven. Samen met Anne Benoît-Moury van de universiteit van Luik verzorgde Koen Geens in 1999 de wetenschappelijke begeleiding voor het nieuwe Wetboek van Vennootschappen, dat het Belgische vennootschapsrecht ordent voor de 21ste eeuw. Zijn wetenschappelijk kunnen vindt in 2004-2005 erkenning in de uitnodiging om aan de ULB de Binnenlandse Francqui-Leerstoel te bekleden. Dezelfde eer viel hem te beurt aan de UCL in het academiejaar 2016-2017.
Naast die rijkgevulde wetenschappelijke carrière, verleende Koen Geens in die periode ook reeds tal van maatschappelijke diensten. Naast zijn engagementen aan de KU Leuven engageerde Koen Geens zich in die jaren onder meer als voorzitter van de Hoge Raad voor de Economische Beroepen (1992-2000) en als voorzitter van de Federatie voor Vrije en Intellectuele Beroepen (1999-2005). Daarnaast is hij sinds 2012 lid van de Koninklijke Vlaamse Academie van België voor Wetenschap en Kunst, klasse humane wetenschappen, alsook van de Academia Europaea sinds 2013. Hij was tevens van 2010 tot 2013 voorzitter van de Algemene Vergadering van de Hogeschool Thomas More. Van 2011 tot 2012 was hij bestuurder van het Festival van Vlaanderen Brussel.
Als auteur en redactielid werkte Koen Geens mee aan verschillende, voornamelijk wetenschappelijke werken. Zo is hij auteur van het handboek Vennootschapsrecht (met M. Wyckaert), editor van het deel 'Corporations and Partnerships' in de International Encyclopaedia of Laws (met C. Clottens) en hoofdredacteur van het Commentaar Vennootschapsrecht (met E. Wymeersch en H. Braeckmans).
Ook schreef hij mee aan de 'Overzichten van rechtspraak vennootschapsrecht', in het Tijdschrift voor Privaatrecht (met M. Wyckaert, 1993, 2000, 2012). Als stichtend redactielid zette hij mee zijn schouders onder het Tijdschrift voor Rechtspersoon en Vennootschap/ Revue Pratique des Sociétés (met M. Wyckaert, S. Van Crombrugge en D. Van Gerven). Daarnaast is Koen Geens sinds mei 2013 ook mede-hoofdredacteur van de Beginselen van Belgisch privaat recht (met R. Dillemans en R. Barbaix).
In 2009 was hij kandidaat om rector van de Leuvense universiteit te worden, in opvolging van Marc Vervenne. Geens verloor het pleit toen van tegenkandidaat Mark Waer.

### Politiek
Koen Geens was kabinetschef van Vlaams minister-president Kris Peeters tussen 2007 en 2009. Hij was in die functie bezieler van het programma Vlaanderen in Actie (VIA), het project van de Vlaamse overheid om Vlaanderen tegen 2020 naar de top vijf van Europese regio's te leiden. Bij de samenstelling van de nieuwe Vlaamse regering in 2009 nam hij afscheid van het politieke kabinet van de minister-president, maar hij bleef wel het project 'Vlaanderen in Actie' opvolgen als voorzitter van de 'Raad der Wijzen'. Na zijn korte optreden veelal achter de schermen van het politieke schouwspel werd Koen Geens opnieuw gewoon hoogleraar.
In 2013 betrad Koen Geens een tweede maal het politieke speelveld en werd hij in de regering-Di Rupo minister van Financiën. Dat gebeurde nadat Steven Vanackere zijn ontslag indiende omdat een fel bekritiseerde deal over winstbewijzen tussen ACW en Belfius hem in een moeilijke situatie plaatste.
Bij zijn aantreden als minister van Financiën kwam er al onmiddellijk kritiek op zijn vennootschap bij Eubelius, omdat dat kantoor het ACW had bijgestaan bij de winstbewijzen van Belfius, net de situatie waarvoor Steven Vanackere ontslag had genomen. Het kantoor was ook betrokken bij de vereffening van Arco, die eveneens politieke spanningen opleverde. Na zijn aantreden gaf Geens te kennen dat Eubelius voortaan niet meer voor ACW en Arco zou optreden.
Onder Koen Geens als minister van Financiën werd het Belgische, federale begrotingstekort van 2013 teruggebracht tot 2,6% en werd aldus een Europese boete ontlopen. Ook liet hij een nieuwe bankwetgeving van 25 april 2014 stemmen die wilde remediëren aan de kwalen die de financiële crisis van 2008 hadden veroorzaakt. Daarnaast stelde hij de tax shelter voor films op punt, voerde hij een verlaagde roerende voorheffing in op de interesten van zogenaamde volksleningen, en breidde hij vanaf 2014 de toepassing van de btw uit tot de diensten van advocaten, nadat die in de vorige legislatuur al was uitgebreid tot de notarissen en gerechtsdeurwaarders.
De regering-Di Rupo werkte tezelfdertijd aan de zesde staatshervorming, die een grondige omvorming van de bijzondere financieringswet inhield.
Met zijn vernieuwde politieke carrière nam Koen Geens afscheid als bestuurder bij de bank BNP Paribas Fortis. Koen Geens werd voordien, in 2011, door de overheid aangesteld als bestuurder bij de bank, maar die functie is niet cumuleerbaar met het ministerschap. Ook stapte hij uit de vennootschap in het advocatenkantoor Eubelius. Als buitengewoon hoogleraar bleef hij tijdens zijn ministerschap en zijn latere politieke loopbaan wel cursussen doceren aan de KU Leuven, tot hij in september 2023 op 65-jarige leeftijd met emeritaat ging. Wel bleef hij actief aan de universiteit als docent van het vak Recente geschiedenis van recht, economie en politiek aan de Faculteit Rechtsgeleerdheid en Criminologische Wetenschappen..
Bij de federale verkiezingen van mei 2014 werd hij als lijsttrekker van de Vlaams-Brabantse CD&V-lijst verkozen in de Kamer van volksvertegenwoordigers. Op 11 oktober 2014 legde Koen Geens de eed af als minister van Justitie in de regering-Michel I. Na de aanslagen in Brussel op 22 maart 2016 bood hij samen met minister van Binnenlandse Zaken Jan Jambon zijn ontslag aan, maar dat werd door premier Charles Michel geweigerd. Na de val van de regering-Michel I op 9 december 2018 en het vertrek van N-VA uit de regering, nam hij in de regering-Michel II de bevoegdheid Regie der Gebouwen over van Jan Jambon.
Bij de lokale verkiezingen van oktober 2018 geraakte Geens zowel verkozen in de Vlaams-Brabantse provincieraad als in de gemeenteraad van Huldenberg, maar hij nam beide mandaten niet op. Bij de federale verkiezingen van 2019 was hij opnieuw CD&V-lijsttrekker in Vlaams-Brabant. Hij behaalde 45.962 voorkeurstemmen en werd herkozen in de Kamer. Nadat Kris Peeters eind juni 2019 de regering verliet om Europees Parlementslid te worden, volgde Geens hem op als vicepremier in de regering van lopende zaken. Op 30 november 2019 volgde hij tevens Didier Reynders, die ontslag nam uit de regering om Europees Commissaris te worden, op als minister van Europese Zaken. Met ook het vertrek van premier Charles Michel naar het Europese niveau, volgde Sophie Wilmès die laatste in de binnenlandse politiek op als premier van de regering-Wilmès I.
Op 31 januari 2020 stelde koning Filip Koen Geens aan als koninklijk opdrachthouder om te helpen bij de aanslepende formatiegesprekken. In tegenstelling tot zijn voorgangers kreeg hij daarbij geen titel van "informateur" of "preformateur" mee. Op 14 februari gaf hij zijn opdracht terug, nadat de PS een regering met N-VA definitief had uitgesloten. Zijn passage daarover in het VRT-programma De zevende dag ging niet onopgemerkt voorbij. Nadat de regering van Wilmès in maart 2020 vanwege de coronacrisis werd gepromoveerd tot een volwaardige regering, de regering-Wilmès II, nam Geens ontslag uit de Kamer na de installatie van die regering, waarin hij minister met dezelfde bevoegdheden bleef.
Geens werd geen minister meer in de regering-De Croo, die op 1 oktober 2020 de eed aflegde. Naar eigen zeggen wilde hij op die manier zorgen voor vernieuwing en verjonging binnen zijn partij. Wel nam hij opnieuw zijn zetel in de Kamer op. Bij de federale verkiezingen van juni 2024 was hij geen kandidaat voor een hernieuwing van zijn mandaat, al werd hij wel lijstduwer van de CD&V-lijst voor het Europees Parlement. Hij werd niet verkozen. Enkele maanden later, bij de lokale verkiezingen van oktober 2024, werd Geens opnieuw verkozen in de gemeenteraad van Huldenberg, maar hij besloot het mandaat niet op te nemen.

## Beleid
Als justitieminister concentreerde Geens zich op de vernieuwing van de basiswetgeving die nog grotendeels dateerde uit de 19e eeuw en werkte hij aan een grotere efficiëntie van de werking van de Belgische justitie en haar infrastructuur. In maart 2015 lanceerde hij een Justitieplan dat was gericht op een versnelling van de burgerrechtelijke en strafrechtelijke procedures en tegelijkertijd de werklast van magistraten moesten verminderen. Onderdeel hiervan waren een tiental verzamelwetten die betrekkingen hadden op zaken als de burgerlijke procedure, de strafprocedure, het notariaat en de invordering van facturen en RSZ-bijdragen.
Ook werd onder zijn beleid gewerkt aan de digitalisering van de Belgische justitie, waaronder de volledige digitalisering van de burgerlijke stand, het strafregister en het verkeersrechtelijk boeteverkeer, digitalisering van de gerechtelijke correspondentie (via e-box en e-deposit), de invoering van het elektronisch gerechtelijk dossier en de informatisering van centrale registers in verband met testamenten, erfrecht, onbetwiste schuldvorderingen, huwelijksovereenkomsten en faillissementen. Daarnaast werden enkele moderniseringen doorgevoerd in het burgerlijk recht, met bijvoorbeeld een nieuwe erfrechtwetgeving en het geheel herziene goederen- of zakenrecht.
Andere verdiensten waren een grondige hervorming van het interneringsrecht, dat in de tijd werd beperkt en voortaan ook toegepast kon worden op personen die initieel toerekeningsvatbaar werden geacht, en als zodanig waren veroordeeld; de invoering van een minimale dienstverlening bij stakingen van gevangenispersoneel; de opening van Forensische Psychiatrische Centra voor geïnterneerden in Gent en Antwerpen en de start van de bouw van de gevangenissen van Dendermonde en Haren en van een Justitiepaleis in Namen.

## Ereteken
- 2019: commandeur in de Leopoldsorde[11]
- 2020: VRG-Alumniprijs

## Uitslagen verkiezingen
| Verkiezing                      | Kieskring              | Datum           | Lijst | Plaats op lijst       | Voorkeursstemmen | Uitslag      | Partijuitslag binnen kieskring |
| ------------------------------- | ---------------------- | --------------- | ----- | --------------------- | ---------------- | ------------ | ------------------------------ |
| Federale parlementsverkiezingen | Vlaams-Brabant         | 25 mei 2014     | CD&V  | 1e plaats             | 45.686           | 1e titularis | 16,53 %                        |
| Gemeenteraadsverkiezingen       | Huldenberg             | 14 oktober 2018 | CD&V  | Lijstduwer-21e plaats | 308              | 3e titularis | 18,6 %                         |
| Provincieraadsverkiezingen      | Leuven                 | 14 oktober 2018 | CD&V  | Lijstduwer-16e plaats | 13.504           | 2e titularis | 18,5 %                         |
| Federale parlementsverkiezingen | Vlaams-Brabant         | 26 mei 2019     | CD&V  | 1e plaats             | 45.962           | 1e titularis | 13,73 %                        |
| Europese parlementsverkiezingen | Nederlands kiescollege | 9 juni 2024     | CD&V  | Lijstduwer-13e plaats | 102.106          | 1e titularis | 13,20 %                        |
| Gemeenteraadsverkiezingen       | Huldenberg             | 13 oktober 2024 | CD&V  | 20e plaats            | 280              | 5e titularis | 24,4 %                         |